# چا سو وون
چا سو وون (کره‌ای: 차서원؛ زادهٔ لی چانگ یوپ در ۱۵ آوریل ۱۹۹۱) بازیگر اهل کره جنوبی است.

## فیلم‌شناسی

### فیلم
| سال  | عنوان           | نقش      | توضیحات    |
| ---- | --------------- | -------- | ---------- |
| ۲۰۱۳ | Tenderly Crunch | دا یی جه | فیلم کوتاه |
| ۲۰۱۸ | پسر و سانگرین   | پزشک     |            |
| ۲۰۲۲ | تصمیم جدایی     | آقای ریو | بیت پارت   |

### مجموعه تلویزیونی
| سال       | عنوان                   | نقش         | توضیحات                | منابع |
| --------- | ----------------------- | ----------- | ---------------------- | ----- |
| ۲۰۱۳      | وارثان                  |             |                        |       |
| ۲۰۱۵      | خانم ماما میا           |             |                        |       |
| ۲۰۱۷      | عروس‌ها                  | چوی دونگ جو |                        |       |
| ۲۰۱۷      | فرزندان قرن بیستم       | لی دونگ هون |                        |       |
| ۲۰۱۸      | پسر ثروتمند             | نام سو هوان |                        |       |
| ۲۰۱۹      | زنده یا مرده            | لی وی سانگ  |                        | [ ۲ ] |
| ۲۰۱۹      | خانم لی                 | پارک دو جون |                        |       |
| ۲۰۲۱–۲۰۲۲ | شوهر دوم                | یون جه مین  |                        | [ ۳ ] |
| ۲۰۲۳      | شکوفایی جوانی ما        | جانگ یی     | حضور افتخاری (قسمت ۱۲) | [ ۴ ] |
| 2023      | داستان عاشقانه ناخواسته | یون ته جون  |                        |       |